# Presidentbibliotek

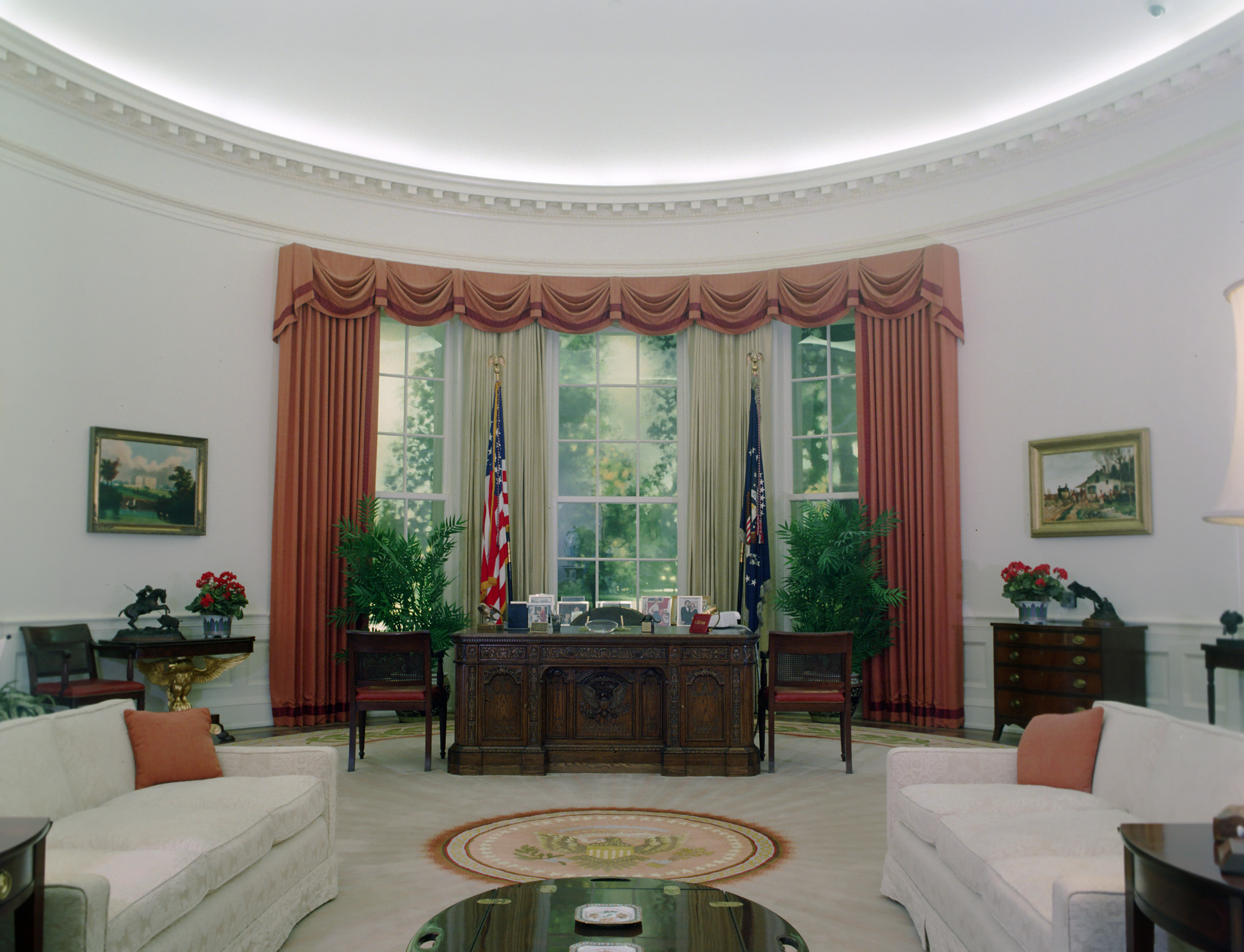
Återskapad version av ovala rummet som det såg ut under Ronald Reagans presidentskap i Ronald Reagan Presidential Library i Simi Valley, Kalifornien.

I USA är ett presidentbibliotek (engelska: presidential library) en del det nätverk av arkiv som inom ramen för National Archives and Records Administration (NARA) handhar efterlämnade handlingar från USA:s presidenter och deras staber från Herbert Hoover och framåt. Det finns bevarade arkiv och museum från tidigare presidenter, men det är från Hoover och framåt som det organiserats systematiskt.
De flesta presidentbiblioteken, som ofta är belägna på en ort med anknytning till respektive president, brukar också innehålla ett museum och en rekonstruerad version av ovala rummet som det såg ut under respektive presidents ämbetstid. 
Det senaste presidentbiblioteket som öppnades för allmänheten var under 2013 för George W. Bush. Presidentbiblioteket för Barack Obama i Chicago är planerat att öppnas under ett ännu obestämt datum under 2020-talet och det för Donald Trump är ännu på planeringsstadiet.

## Lista över presidentbibliotek
| Nr      | President             | Namn                                                                                               | Plats                    | Bild | Logotype Länk till hemsida |
| ------- | --------------------- | -------------------------------------------------------------------------------------------------- | ------------------------ | ---- | -------------------------- |
| 31      | Herbert Hoover        | Herbert Hoover Presidential Library and Museum Invigt 10 augusti 10 1962 Återinvigt 8 Augusti 1992 | West Branch, Iowa        |      | hemsida                    |
| 32      | Franklin D. Roosevelt | Franklin D. Roosevelt Presidential Library and Museum Invigt 30 juni 1941 Återinvigt 30 juni 2013  | Hyde Park, New York      |      | hemsida                    |
| 33      | Harry S. Truman       | Harry S. Truman Presidential Library and Museum Invigt 6 juli 1957 Återinvigt 9 december 2001      | Independence, Missouri   |      | hemsida                    |
| 34      | Dwight D. Eisenhower  | Dwight D. Eisenhower Presidential Library, Museum and Boyhood Home Invigt 1 maj 1962               | Abilene, Kansas          |      | hemsida                    |
| 35      | John F. Kennedy       | John F. Kennedy Presidential Library and Museum Invigt 20 oktober 1979 Återinvigt 29 oktober 1993  | Boston, Massachusetts    |      | hemsida                    |
| 36      | Lyndon B. Johnson     | Lyndon Baines Johnson Library and Museum Invigt 22 maj 1971                                        | Austin, Texas            |      | hemsida                    |
| 37      | Richard Nixon         | Richard Nixon Presidential Library and Museum Invigt 19 juli 1990 Återinvigt 14 oktober 2016       | Yorba Linda, Kalifornien |      | hemsida                    |
| 38      | Gerald Ford           | Gerald R. Ford Presidential Museum Invigt 18 september 1981 Återinvigt 17 april 1997               | Grand Rapids, Michigan   |      | hemsida                    |
| 38      | Gerald Ford           | Gerald R. Ford Presidential Library Invigt 27 april 1981                                           | Ann Arbor, Michigan      |      | hemsida                    |
| 39      | Jimmy Carter          | Jimmy Carter Library and Museum Invigt 1 oktober 1986                                              | Atlanta, Georgia         |      | hemsida                    |
| 40      | Ronald Reagan         | Ronald Reagan Presidential Library Invigt 4 november 1991                                          | Simi Valley, Kalifornien |      | hemsida                    |
| 41      | George H. W. Bush     | George H.W. Bush Presidential Library and Museum Invigt 6 november 1997                            | College Station, Texas   |      | hemsida                    |
| 42      | Bill Clinton          | William J. Clinton Presidential Center and Park Invigt 18 november 2004                            | Little Rock, Arkansas    |      | hemsida                    |
| 43      | George W. Bush        | George W. Bush Presidential Center Invigt 25 april 2013                                            | Dallas, Texas            |      | hemsida                    |
| 44      | Barack Obama          | Barack Obama Presidential Center Planeras att öppnas våren 2026                                    | Chicago, Illinois        |      | hemsida                    |
| 45 & 47 | Donald Trump          | Donald J. Trump Presidential Library Tidigt planeringsstadie, inget öppningsdatum än så länge.     | Florida                  |      | hemsida                    |
| 46      | Joe Biden             | Joseph R. Biden Jr. Presidential Library                                                           | Inte bestämt             |      | hemsida                    |